# Courtney LaPlante

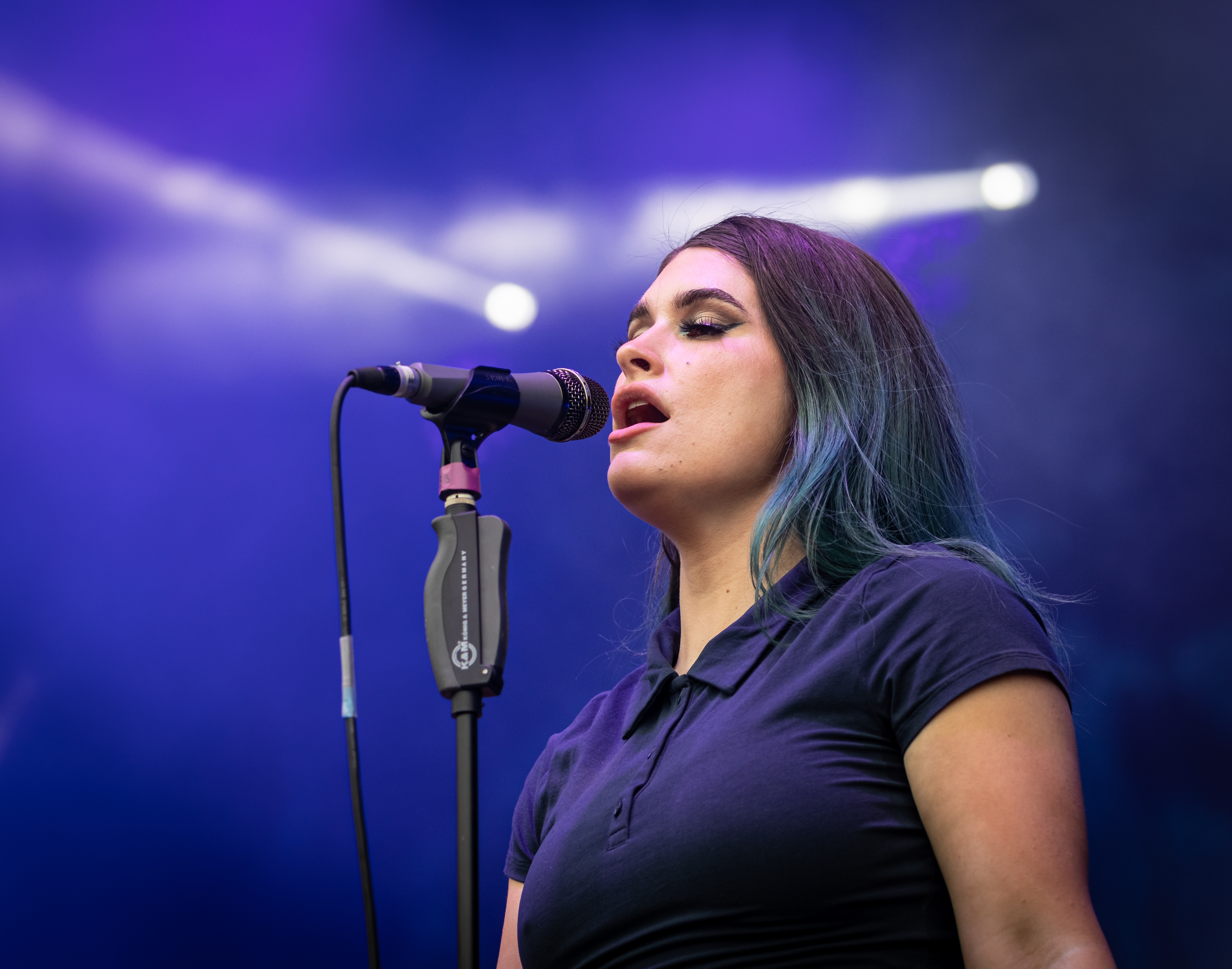
Courtney LaPlante (2022)

Courtney LaPlante (* 26. Februar 1989 in Bangor, Maine) ist eine US-amerikanische Metal-Sängerin. Sie ist die Sängerin der kanadischen Band Spiritbox und sang vorher bei Iwrestledabearonce.

## Leben
LaPlante wuchs in Jacksonville im US-Bundesstaat Alabama als ältestes von sechs Geschwistern auf. Ihr Vater arbeitete als Basketballtrainer und ihre Mutter als Lehrerin. Als Kind sang sie in einem Kirchenchor und erlernte später Gitarre und Klavier. Darüber hinaus war sie in ihrer Schulzeit eine Cheerleaderin. Nachdem sich ihre Eltern getrennt hatten, zog sie mit ihrer Mutter in die kanadische Ortschaft Saanichton auf Vancouver Island. In ihrer neuen Heimat tat sie sich schwer damit, neue Freunde zu finden und litt unter Depressionen. Courtney LaPlante lebt heute in Victoria, der Hauptstadt von British Columbia und ist mit Mike Stringer verheiratet, dem Gitarristen der Band Spiritbox.
Als Courtney LaPlante mit der High School fertig war, gründete sie mit ihrem jüngeren Bruder Jackson die Band Unicron. Die Band veröffentlichte im Jahre 2010 die EP Powerbomb. Zwei Jahre später wurde sie Sängerin der Band Iwrestledabearonce. Die Band spielte gerade bei der Warped Tour, als ihre Originalsängerin Krysta Cameron die Band wegen ihrer Schwangerschaft plötzlich verließ. LaPlante sollte eigentlich für den Rest der Tour einspringen und wurde dann aber vollwertiges Bandmitglied. Mit Iwrestledabearonce veröffentlichte Courtney LaPlante die beiden Studioalben Late for Nothing und Hail Mary. Im Oktober 2017 erklärte sie via Instagram, nicht mehr Teil der Band zu sein und dass sie nicht wisse, wie der derzeitige Status der Band sei. Gemeinsam mit dem Gitarristen Mike Stringer, der ebenfalls auf dem letzten Iwrestledabearonce-Album Hail Mary zu hören war, gründete sie im Jahre 2016 die Band Spiritbox. Nach diversen Singles und EPs veröffentlichte Spiritbox am 17. September 2021 das Debütalbum Eternal Blue.
Als musikalische Einflüsse nannte Courtney LaPlante unter anderem Deftones, TesseracT und Kate Bush. Courtney LaPlante nutzt sowohl klaren Gesang als auch die Technik des Screaming. Sam Coare vom britischen Magazin Kerrang! schrieb, dass es „nur wenige Sänger/-innen geben würde, die den Übergang vom Klargesang zum Screaming mit dem Können, der Tiefe und der Wildheit einer Courtney LaPlante hinbekommen“.

## Diskografie
| mit Spiritbox | mit Iwrestledabearonce - 2013: Late for Nothing - 2015: Hail Mary | mit Unicron - 2010: Powerbomb (EP) |

als Gastsängerin
- 2020: The Acacia Strain – One Thousand Painful Stings
- 2020: Daze of June – Hypnos
- 2021: Scale the Summit – The Land of Nod
- 2021: Erra – Vanish Canvas
- 2021: Eternal Void – Despondent
- 2021: Make Them Suffer – Contraband
- 2023: Crown the Empire – In Another Life
- 2024: SeeYouSpaceCowboy – To the Dance Floor for Shelter
- 2024: GrayWeather – Parasite
- 2025: Pvris – My House